# Форме
Форме (словен. Forme) — поселення в общині Шкофя Лока, Горенський регіон, Словенія. Висота над рівнем моря: 369,8 м.